# Toph Beifong
Toph Beifong (Chino: 北方 拓 芙; pinyin: Běifāng Tuòfú) es un personaje ficticio de la serie de televisión animada Avatar: La Leyenda de Aang y La Leyenda de Korra de Nickelodeon, con la voz de Jessie Flower en la serie original y Kate Higgins y Philece Sampler en la serie secuela.
Toph es una maestra teledirigida de gran talento, es decir, tiene la capacidad de manipular, remodelar y controlar telequinéticamente la piedra, la arena, la tierra, y más tarde, el metal. Como era ciega, sus padres tenían un tutor que le enseñó sólo el Tierra Control básico, pero ella aprendió en secreto el Tierra Control más avanzado de los tejones. Con el tiempo, se convierte en la primera persona que desarrolla la capacidad de "doblar" también el metal. Toph es ciega de nacimiento, pero gracias a sus habilidades de Tierra Control, puede localizar objetos y sus movimientos percibiendo sus vibraciones en la tierra que la rodea. Es introducida en la segunda temporada de Avatar, y viaja con el protagonista Aang como su maestra de Tierra Control. Toph se muestra con una personalidad abrasiva, engreída y a veces testaruda, lo que provoca enfrentamientos con sus compañeros. Toph demuestra ser una aliada incondicional del Avatar Aang y, finalmente, del Avatar Korra.

## Resumen del personaje

### Creación y concepción
Toph fue inicialmente concebido como un chico de dieciséis años que era atlético y musculoso, diseñado para ser un contraste para Sokka. A medida que avanzaba la serie y se acercaba el momento de la presentación de un maestro tierra que se uniría a los personajes principales y moriría más tarde, el escritor principal Aaron Ehasz introdujo la idea de que una niña pequeña pudiera derrotar a maestros tierra adultos fuertes y musculosos, que aunque encontraron humorístico por parte del personal, fue inicialmente rechazado por el cocreador de Avatar, Bryan Konietzko. Después de varias largas discusiones, Konietzko dejó de luchar contra la idea y se entusiasmó con ella, después de lo cual Toph se convirtió en mujer y se introdujo en la serie, convirtiéndose en uno de los personajes favoritos de Konietzko. El diseño original del personaje se recicló en las apariciones de personajes menores La Roca y Sud. Su diseño original influyó mucho en la aparición de Bolin en La Leyenda de Korra. Su atuendo Estruendo Tierra, la ropa que usa para la mayoría de Avatar: La Leyenda Aang, se inspiró en los estilos de moda europeos. Su vestido elegante se inspiró en la vestimenta tradicional de la dinastía Tang de China.
Toph usa un estilo de lucha único de Tierra Control, basado en el estilo de Kung Fu de la Mantis Religiosa del Sur.
Toph fue favorecida por los creadores para regresar en La Leyenda de Korra después de las apariciones de Katara y Zuko, DiMartino escribió que "nunca tuvo sentido" que hubiera un viaje al pantano, donde se encontraba, durante la tercera temporada. En la siguiente temporada, estaba destinada a servir como contraste para Korra con su "estilo brusco de tutoría" contrastando con la reservada Korra. Su diseño se convirtió en un tema de dificultad para el personal, que quería que volviera al tamaño de su yo de doce años de la serie original a pesar de los flashbacks en la parte anterior de La Leyenda de Korra que mostraban que había crecido en altura. Konietzko estaba contento con los deseos del personal, pero quería que su estatura reducida se debiera a que se había encorvado desde entonces. Los artistas tuvieron problemas para realizar este diseño, lo que resultó en múltiples tomas.

### Personalidad y características
Toph es ferozmente independiente, directa, beligerante y practica en burlarse e insultar a sus oponentes y en ocasiones a sus amigos, particularmente a Sokka. En varias ocasiones, Toph aparece hurgando en su nariz, escupiendo y eructando ruidosamente. Como le explicó a Aang y sus compañeros, lo hace intencionalmente como una rebelión contra los principios de la cultura refinada a los que sus padres aristocráticos intentaron hacerla conformarse. Si la situación lo requiere absolutamente, ella realmente sabe cómo comportarse en la cultura de clase alta del Reino Tierra mucho mejor que los compañeros de Aang. Por lo general, está cubierta de tierra, o como ella lo llama, "una capa saludable de tierra".
A pesar de conservar gran parte de su fuerza como maestra tierra incluso en su avanzada edad, Toph se niega a participar en conflictos prolongados, admitiendo que es demasiado mayor y carece de energía para tales esfuerzos. Sin embargo, se puso en acción contra Kuvira, el principal antagonista del Libro Cuatro: Equilibrio, cuando representó una amenaza directa para su familia.

### Nombre
En "The Serpent's Pass", el pasaporte de Toph dice ads 國 頭等 護照 北方 拓 芙 (tǔ guó tóu děng hù zhào běi fāng tuò fú), que se traduce como "Pasaporte de Primera Clase del Reino Tierra: Beifong Toph". Aquí, su nombre significa "loto apoyado", que coincide con la visión de sus padres de su hija como una flor que necesita protección. En "Tales of Ba Sing Se", su nombre está escrito como 托夫 (Tuō Fū), que es la transcripción fonética basada en la guía oficial de nombres extranjeros. En "The Earth King", su nombre se revierte a 拓 芙. Su apellido Beifong (北方) está cerca de la pronunciación en mandarín de la palabra "Norte" (běi fāng). La palabra 托 (Tuō) también significa "apoyar en la palma de la mano" o "arrastrar" y es la palabra que se usa para el cuidado de niños.

## Apariciones

### Avatar: La Leyenda de Aang

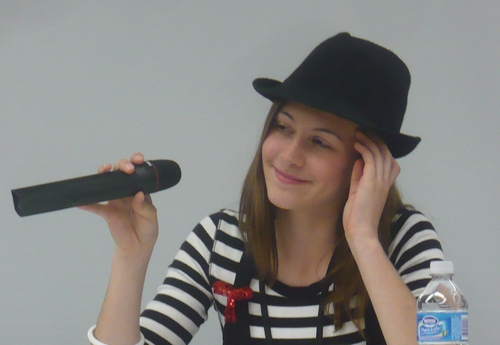
Jessie Flower le da voz a la joven Toph en Avatar: La Leyenda de Aang.

#### Libro Dos: Tierra
Los padres de Toph ven su ceguera como una discapacidad y por lo tanto la mantuvieron oculta. A pesar de su discapacidad, Toph desarrolló habilidades especiales al estar en compañía de los ciegos 'Badgermoles' que habitaban las cuevas cercanas. Al imitar sus movimientos, Toph se convirtió en una maestra del arte marcial conocido como 'Tierra Control', pero mantuvo su habilidad en secreto para su familia. Toph luchó con frecuencia en Estruendo Tierra, un torneo de lei tai de tierra control que se asemeja a la lucha libre profesional, bajo el alias "Bandida Ciega". Para cuando Aang y sus amigos descubren a Toph en el torneo, ella se había convertido en campeona, con un récord de 42-0 en victorias y derrotas. Cuando sus padres se enteran de esto y la confinan aún más, Toph huye para acompañar a Aang y sus amigos como instructor de Tierra Control de Aang. Toph casi abandona el grupo después de pelear con Katara por no contribuir al trabajo en equipo del grupo, aunque se reincorpora a ellos luego de una reunión con Iroh y encontrarse con la Princesa Azula por primera vez. Toph comienza con éxito el entrenamiento de Tierra Control de Aang y ralentiza el descenso de la Biblioteca de Wan Shi Tong, donde el grupo se entera de la fecha del próximo Día del Sol Negro e inadvertidamente gana una ventaja sobre la Nación del Fuego, ya que se hunde, aunque no logra evitar que Appa lo haga. siendo secuestrado por maestros arena. Debido a que Appa es el medio de transporte del grupo, se ven obligados a viajar a pie, atravesando el Paso de la Serpiente y evitando que un taladro entre en Ba Sing Se. Ahora en la ciudad, se infiltra en el Palacio Real del Reino Tierra, se encuentra con Dai Li, se une a Katara, se encuentra con Jet y se reúne con Appa. Toph también aprende a doblar metal después de ser capturada en una jaula de metal. Se da cuenta de que el metal contiene pequeñas cantidades de tierra, que puede manipular. Rápidamente escapa y atrapa a sus captores en la misma jaula pequeña.

#### Libro Cuatro: Promesa
En la trilogía La Promesa, se revela que Toph estableció la Academia Beifong Metal Control, una institución educativa para ayudar a los Maestros Tierra a aprender Metal Control, poco después del final de la serie de televisión. Ella elige a sus tres estudiantes (Penga, El Oscuro y Ho Tun) sobre la base de su brazalete de meteorito temblando en su presencia. Aunque alegar que sus motivos detrás de la fundación de la escuela se debieron a su amor por el metal control, en realidad le gusta mandar a la gente. Inicialmente preocupados porque sus estudiantes no son capaces de ser Maestros Metal, la sorprenden con su victoria sobre Kunyo y sus estudiantes Fuego Control, renovando su confianza en ellos y ella participa en la batalla por Yu Dao.

#### Libro Cinco: Brecha
En la trilogía La Brecha, Toph se encuentra con su padre por primera vez desde la serie, aunque él se niega a reconocerla como su hija. Toph evita que otros mueran por los escombros que caen de la mina que se derrumba, incluido su padre, que se reconcilia con ella mientras salva a todos. Después de esto, ella se desmaya y sus estudiantes ayudan a Aang en su batalla contra el espíritu del Viejo Iroh.

### La Leyenda de Korra

#### Libro Uno: Aire
En La Leyenda de Korra, se revela que Toph fundó la fuerza policial de Ciudad República y enseñó el arte del Metal Control a sus estudiantes. Dos de sus estudiantes fueron sus hijas Lin y Suyin. Sus hijas mencionan de pasada a Korra que en realidad son hermanas de dos padres diferentes, pero sus identidades no fueron reveladas, y debido a razones aún inexplicables, ninguna de las hijas de Toph conoció a sus padres. Debido a su propia educación estricta, Toph crio a la pareja como una madre soltera sin esencialmente restricciones, haciendo que ambas sintieran que las estaba ignorando. La necesidad mutua de su atención las hizo reaccionar de diferentes maneras: la mayor y estricta Lin siguió los pasos de su madre como oficial de policía de Ciudad República, mientras que Suyin, de espíritu libre, se rebeló contra Toph rodeándose de gente equivocada. Finalmente, Lin atrapó a Suyin conduciendo el auto de fuga para sus amigos criminales después de un robo de joyas, durante el cual Suyin accidentalmente dejó una cicatriz en el lado derecho de la cara de Lin. Toph se vio obligada a mirar para otro lado y romper el informe policial debido a la controversia que causaría antes de enviar a Suyin a vivir con sus abuelos. Toph, sintiéndose culpable por sus acciones cuestionables, se retiró al año siguiente y Lin finalmente la sucedió como Jefa de Policía de Ciudad República en el momento de la primera temporada.

#### Libro Tres: Cambio
En los episodios de la tercera temporada, "The Metal Clan" y "Old Wounds", se revela que Toph hizo las paces con Suyin arrepentido y pasó algunos años viviendo con la familia de Suyin en Zaofu, una ciudad de maestros metal creativos fundada por Suyin. que reconoció a Toph como la inventora de la flexión de metales. Algunos años antes de los eventos de la serie, Toph dejó a Zaofu para viajar por el mundo en busca de la iluminación y no se lo había visto ni escuchado desde entonces.

#### Libro Cuatro: Equilibrio
Toph aparece en el episodio de la cuarta temporada "Korra Alone", habiendo hecho un hogar en la naturaleza sagrada del pantano brumoso donde la reencarnación de Aang, Korra, la encuentra. En los episodios "The Coronation" y "The Calling", ella ayuda a Korra eliminando el veneno de metal líquido remanente colocado en su cuerpo por el Loto Rojo ayudándola a superar sus miedos provocados por sus adversarios pasados. Toph regresa en el décimo episodio, "Operation: Beifong", para ayudar a Lin, su nieta Opal y Bolin a liberar a Suyin y su familia de las fuerzas del Imperio Terrestre de Kuvira. Ella revela que el padre de Lin se llamaba Kanto, un buen hombre cuya relación con Toph no funcionó.

## Habilidades

### Sentidos intensificados
Al ser ciega, los mecanorreceptores de Toph y otros sentidos son hipersensibles. Al ponerse a tierra descalza, Toph puede "ver" y "sentir" incluso las vibraciones sísmicas más diminutas en la tierra, ya sea la presencia de árboles o la marcha de hormigas a varios metros de distancia, una técnica de Tierra Control apodada el "sentido sísmico". Toph ha adquirido un agudo sentido del oído, lo que le permite reconocer a las personas por sus voces, discernir la apariencia física de una persona por el sonido, escuchar conversaciones distantes y sentir la falsedad a través de los patrones sutiles de respiración, los latidos del corazón y las reacciones físicas del individuo. Después de establecerse en el Pantano de Niebla, Toph afirmó que sus sentidos intensificados se han expandido hasta el punto de estar afinados a través de las vides espirituales con eventos en todo el mundo.
Toph está en desventaja frente a oponentes que requieren un contacto mínimo con el suelo y son vulnerables a cualquier ataque iniciado en el aire. El terreno que afecta la capacidad de Toph para sentir vibraciones también obstaculiza sus habilidades; tiene alguna dificultad con la arena, que constantemente carece de solidez, lo que le impide "sentir" con precisión su entorno. Debido a que Toph confía en la sensación en sus pies para realizar la Tierra Control, se vuelve verdaderamente "ciega" si las plantas de sus pies están dañadas, como se muestra cuando Zuko accidentalmente quema sus pies. Aunque puede sentir las vibraciones de la tierra con las manos hasta cierto punto, pero no tan bien como con los pies. Su afinidad con la tierra se ilustra aún más en que Toph no sabe nadar y expresa una aversión a volar.

### Tierra Control
"La Tierra Control es el elemento de la sustancia. La clave de la Tierra Control es tu postura: debes ser firme y fuerte. La roca es un elemento terco. Inflexible. Si vas a moverlo, tienes que ser tú mismo como una roca."
Toph Beifong (Avatar: La Leyenda Aang)

Toph es muy hábil en Tierra Control que utiliza técnicas de artes marciales chinas de Hung Gar y Kung Fu de la Mantis Religiosa del Sur. La Tierra Control representa el elemento de sustancia. Se clasifica como la más diversa y duradera de las "cuatro artes de flexión". La Tierra Control es la habilidad geocinética de manipular tierra, roca, arena, lava y metales en todas sus diversas formas. La Tierra Control utiliza un jing neutral, que implica esperar y escuchar el momento adecuado para actuar con decisión. La Tierra Control implica ataques duraderos hasta que se revela la oportunidad adecuada para contraatacar, enfatiza "posturas fuertemente arraigadas y golpes fuertes que evocan la masa y el poder de la tierra", y exige pasos precisos para mantener un contacto constante con el suelo. La Tierra Control es paralelo a los movimientos de Cinco Animales (como los duros golpes del tigre y la afinidad de la grulla por aterrizar con gracia). La Tierra Control es más fuerte cuando los pies o la mano están en contacto directo con el suelo, lo que permite a los Maestros Tierra transferir sus energías cinéticas a su flexión para realizar movimientos rápidos y poderosos. Esta dependencia del contacto directo con la tierra es un talón de Aquiles figurativo; separar a los Maestros Tierra de cualquier contacto con la Tierra los vuelve ineficaces.

#### Jing neutral
Los creadores de la serie consultaron a un artista marcial profesional en el diseño del estilo de lucha del programa. Los conceptos principales en Tierra Control (es decir, escuchar, reaccionar, equilibrar los ataques y la defensa) y extraer poder de una parte inferior del cuerpo estable se mencionan en la práctica del jing neutral. El concepto de jing neutral se relaciona con la filosofía de "manos pegajosas". El propósito de las manos pegajosas es permitir al practicante predecir el próximo movimiento de su oponente. Al igual que Toph detecta los movimientos de los demás a través de su conexión con la tierra, un practicante aprende a detectar el próximo movimiento de su oponente manteniendo un contacto constante entre sus propios brazos, manos o muñecas y el brazo de su enemigo. Al practicar con un compañero de esta manera, un practicante aprende a "leer" los leves movimientos de los brazos de su oponente para detectar su próximo ataque y, posteriormente, moverse en consecuencia para neutralizarlo.

#### Metal Control
A lo largo de Avatar: La Leyenda de Aang, Toph es el primer maestro tierra conocido en doblar metal. Cuando Toph es aprisionado en hierro, el sadhu Guru Pathik le explica a Aang en una escena paralela que el metal es tierra refinada; después de lo cual Toph localiza las impurezas del hierro y las manipula para "doblar" la parte metálica. Ella practica y perfecciona su habilidad inicialmente única durante el resto de la serie, y luego se la enseña a otros Maestros Tierra antes de los eventos de la Leyenda de Korra.

## Recepción
Al crítico Michael Mammano le encantó que, si bien Toph "nunca pierde su aspereza, siempre ha sido hábilmente humanizada", sintiendo que la relación con sus hijas le importaría y pensó que era "increíblemente refrescante y feminista" que tuviera dos hijos con hombres diferentes porque en ninguna parte de la narrativa Toph "fue cuestionada o avergonzada por tener hijos fuera del matrimonio", y agregó: "Ella ha sido confirmada canónicamente como una mujer que tenía una vida sexual que estaba en sus términos". Mammano se preparó para morir en el episodio "Operation: Beifong" de La Leyenda de Korra, aunque sobrevivió y sintió que en su última aparición en la serie, "fue una gran despedida, especialmente dadas sus palabras de despedida". El personaje de Toph fue visto como "arruinado" debido a su mala crianza a los ojos de su hija Lin en La Leyenda de Korra. (Aang recibió críticas similares de sus hijos Bumi y Kya.) Mammano se opuso a esto argumentando que la historia se cuenta desde la perspectiva de sus hijos mientras ella ya no estaba para defenderse, y que los niños mayores nunca podrían hacerlo. comprender plenamente la razón fundamental de sus padres para criarlos de la forma en que lo hicieron.